# Phrygilus
Phrygilus là một chi chim trong họ Thraupidae.